# Wydział Inżynierii Produkcji Szkoły Głównej Gospodarstwa Wiejskiego w Warszawie
Wydział Inżynierii Produkcji SGGW – jednostka organizacyjna uczelni powstała na bazie Wydziału Techniki Rolniczej i Leśnej. 1 stycznia 2000 decyzją Rektora SGGW została zmieniona nazwa i utworzono nowe Katedry. Wydział ma pełne prawa akademickie do nadawania stopnia naukowego doktora habilitowanego nauk rolniczych w dyscyplinie inżynieria rolnicza.

## Historia
Początki powstania Wydziału sięgają końca lat 40. XX wieku. Wtedy to Zakład Mechaniki i Maszynoznawstwa Rolniczego należący wówczas do Wydziału Ogrodniczego SGGW, miał siedzibę przy ulicy Hożej 74 w Warszawie. W 1948 Instytut Mechanizacji i Elektryfikacji Rolnictwa przejął Stację w Kłudzienku i pomieszczenia Zakładu Mechaniki i Maszynoznawstwa Rolniczego. Zakład przestał być niezależną jednostką naukowo-dydaktyczną. W roku akademickim 1969/70 przy Wydziale Rolniczym powołano do Oddział Mechanizacji Rolnictwa. Jesienią 1970 r. Katedrę Mechanizacji Rolnictwa przekształcono w Instytut Mechanizacji Rolnictwa. Kierownictwo objął prof. dr Tadeusz Nowacki. W dniu 1 października 1977 roku utworzony został Wydziału Techniki Rolniczej i Leśnej. W tym dniu studenci Oddziału Mechanizacji Rolnictwa funkcjonującego na Wydziale Rolniczym stali się studentami nowo powstałego Wydziału TRiL. Jednostką naukowo-dydaktyczną Wydziału stał się powołany Instytut Mechanizacji Rolnictwa i Leśnictwa. Pierwszym Dziekanem Wydziału Techniki Rolniczej i Leśnej został prof. dr hab. Janusz Haman. Istotnym wydarzeniem w życiu Wydziału było otrzymanie w 1987 roku uprawnień do nadawania stopnia naukowego doktora nauk rolniczych w dyscyplinie technika rolnicza.
Na przełomie roku 1991/92 Senat SGGW uchwalił nowy statut określający zasady tworzenia nowej struktury katedralnej jednostek.
Od 1 stycznia 1992 roku przyjęto nową strukturę organizacyjną Wydziału złożoną z trzech katedr – Katedry Maszyn Rolniczych, Katedry Mechanizacji i Energetyki Rolnictwa, Katedry Inżynierii Procesów Rolniczych – i jednego samodzielnego Zakładu Mechanizacji Leśnictwa. Rektor SGGW prof. dr hab. Włodzimierz Kluciński przeprowadził w roku 1999/2000 reorganizację uczelni dążąc do tworzenia dużych i silnych jednostek. 1 stycznia 2000 roku na bazie dotychczasowych jednostek utworzono trzy dwuzakładowe katedry, a zgodnie z zarządzeniem tego Rektora z dnia 29 grudnia 1999 r. dotychczasowa nazwa Wydziału Techniku Rolniczej i Leśnej została zmieniona na Wydział Inżynierii Produkcji. Ostatnim dziekanem Wydziału Techniki Rolniczej i Leśnej oraz pierwszym dziekanem nowo powstałego Wydziału Inżynierii Produkcji został prof. dr hab. Czesław Waszkiewicz. Najważniejszym osiągnięciem naukowym Wydziału w trakcie drugiej kadencji tego dziekana było otrzymanie 17 marca 2005 roku uprawnień do nadawania stopnia naukowego doktora habilitowanego nauk rolniczych w dyscyplinie inżynieria rolnicza.

## Jednostki organizacyjne
Katedra Maszyn Rolniczych i Leśnych
- Zakład Maszyn Rolniczych
- Zakład Mechanizacji Leśnictwa

Katedra Podstaw Inżynierii
- Zakład Gospodarki Energetycznej
- Zakład Podstaw Nauk Technicznych

Katedra Organizacji i Inżynierii Produkcji
- Zakład Infrastruktury Technicznej
- Zakład Inżynierii Produkcji
- Zakład Organizacji i Zarządzania Produkcją

## Studia
Wydział Inżynierii Produkcji oferuje trzy kierunki kształcenia – Inżynieria Systemów Biotechnicznych, Technologie Energii Odnawialnej oraz Zarządzanie i Inżynieria Produkcji.
Studia na Wydziale prowadzone są w systemie studiów stacjonarnych. Studia dzienne są studiami dwustopniowymi. Po ukończeniu stopnia pierwszego (7 semestrów) student otrzymuje tytuł zawodowy inżyniera. Po ukończeniu studiów drugiego stopnia student otrzymuje tytuł zawodowy magistra inżyniera.
Wydział Inżynierii Produkcji prowadzi również studia doktoranckie oraz studia podyplomowe.